# White Pony
White Pony is het derde album van Deftones. Het kwam uit in juni 2000 en is de opvolger van Around the Fur uit 1997. Op het album is een aanzienlijke groei in de sound van de band te horen, die elementen van new wave en shoegaze toelieten tot de alternatieve metal-stijl waar ze bekend mee waren geworden. Fans en critici beschouwen het album als het meest volwassen werk van wat de band tot op heden ondernomen heeft.
In het nummer "Passenger" wordt de band vergezeld door zanger Maynard James Keenan van Tool en A Perfect Circle. De band won in 2001 met het nummer "Elite" een Grammy Award voor 'Best Metal Performance'.
Er bestaan in totaal vier verschillende versies van het album. Op de uitgiftedatum werden de limited editions met rode en zwarte cd-hoezen uitgegeven. De twee verschillend gekleurde versies bevatten ook verschillende cd-boekjes. Op beide versies was de bonustrack "The Boy's Republic" present, maar ontbrak "Back to School (Mini Maggit)".
De eerste editie met de grijze cd-hoes was oorspronkelijk bedoeld om uitgegeven te worden als de niet-gelimiteerde versie van het album. Hierop was het nummer "Back to School" niet aanwezig. Dit is de juiste versie van het album, want "Back to School" was enkel en alleen toegevoegd als marketingsstrategie, iets waarover frontman Chino Moreno later zijn ongenoegen heeft geuit.

## Albumnaam
White Pony is straattaal voor cocaïne. Er zijn daarentegen aannemelijkere betekenissen voor de albumnaam, namelijk een overduidelijke seksuele verwijzing. Hierover zei Chino Moreno: "Er zijn een heleboel betekenissen van White Pony. Eén daarvan is die van cocaïne, maar zo zijn er nog heel wat meer... Heb je ooit gehoord dat als je droomt over een witte pony, je dan een seksuele droom hebt? Er wordt een heleboel hierover gezegd. Er bestaat een oud lied waarin ze zingen: "ride the white horse". Dat nummer verwijst duidelijk naar drugs."

## Tracks
Alle nummers geschreven door Deftones, behalve "Passenger" door Deftones en Maynard James Keenan.

### Original edition (grijze cd-hoes)
1. "Feiticeira" – 3:09
2. "Digital Bath" – 4:15
3. "Elite" – 4:01
4. "RX Queen" – 4:27
5. "Street Carp" – 2:41
6. "Teenager" – 3:20
7. "Knife Prty" – 4:49
8. "Korea" – 3:23
9. "Passenger" (feat. Maynard James Keenan) – 6:07
10. "Change (In the House of Flies)" – 5:00
11. "Pink Maggit" – 7:32

### Limited original edition (rode of zwarte cd-hoes)
1. "Feiticeira" – 3:09
2. "Digital Bath" – 4:15
3. "Elite" – 4:01
4. "RX Queen" – 4:27
5. "Street Carp" – 2:41
6. "Teenager" – 3:20
7. "Knife Prty" – 4:49
8. "Korea" – 3:23
9. "Passenger" (feat. Maynard James Keenan) – 6:07
10. "Change (In the House of Flies)" – 5:00
11. "Pink Maggit" – 7:32
12. "The Boy's Republic" – 4:37

### Re-release edition (witte cd-hoes)
1. "Back to School (Mini Maggit)" – 3:57
2. "Feiticeira" – 3:09
3. "Digital Bath" – 4:15
4. "Elite" – 4:01
5. "RX Queen" – 4:27
6. "Street Carp" – 2:41
7. "Teenager" – 3:20
8. "Knife Prty" – 4:49
9. "Korea" – 3:23
10. "Passenger" (feat. Maynard James Keenan) – 6:07
11. "Change (In the House of Flies)" – 5:00
12. "Pink Maggit" – 7:32

## Bezetting
Bandleden:
- Stephen Carpenter — gitaar
- Chi Cheng — basgitaar
- Abe Cunningham — drums
- Frank Delgado — draaitafels
- Chino Moreno — zang, gitaar

Gastmusici en producenten:
- Kim Biggs — creative director
- Robert Daniels — assistent systeemtechnicus
- Terry Date — producer, mixdown
- DJ Crook — programming
- Michelle Forbes — assistent systeemtechnicus
- Scott Weiland — achtergrondzang op "RX Queen"
- Rodleen Getsic — achtergrondzang op "Knife Prty"
- Maynard James Keenan — zang op "Passenger"
- Frank Maddocks — beeldredacteur, albumdesign
- James Minchin III — fotografie
- Scott Olsen — Pro Tools-technicus, aanvullend systeemtechnicus
- Ted Regier — assistent systeemtechnicus
- Jason Schweitzer — assistent systeemtechnicus
- Howie Weinberg — mastering
- Ulrich Wild — aanvullend systeemtechnicus